# Ozero Sinets (sjö i Belarus)
Ozero Sinets (ryska: Озеро Синец) är en sjö i Belarus.   Den ligger i voblasten Vitsebsks voblast, i den norra delen av landet, 210 km nordost om huvudstaden Minsk. Ozero Sinets ligger 135 meter över havet.
I omgivningarna runt Ozero Sinets växer i huvudsak blandskog. Runt Ozero Sinets är det ganska tätbefolkat, med 72 invånare per kvadratkilometer.